# الحملة الدولية لإلغاء الأسلحة النووية
الحملة الدولية لإلغاء الأسلحة النووية (بالإنجليزية: International Campaign to Abolish Nuclear Weapons)‏ هي تحالف من عدة منظمات غير حكومية تنشط في مجال نزع الأسلحة النووية. حصلت الحملة على جائزة نوبل للسلام لعام 2017.

## التاريخ

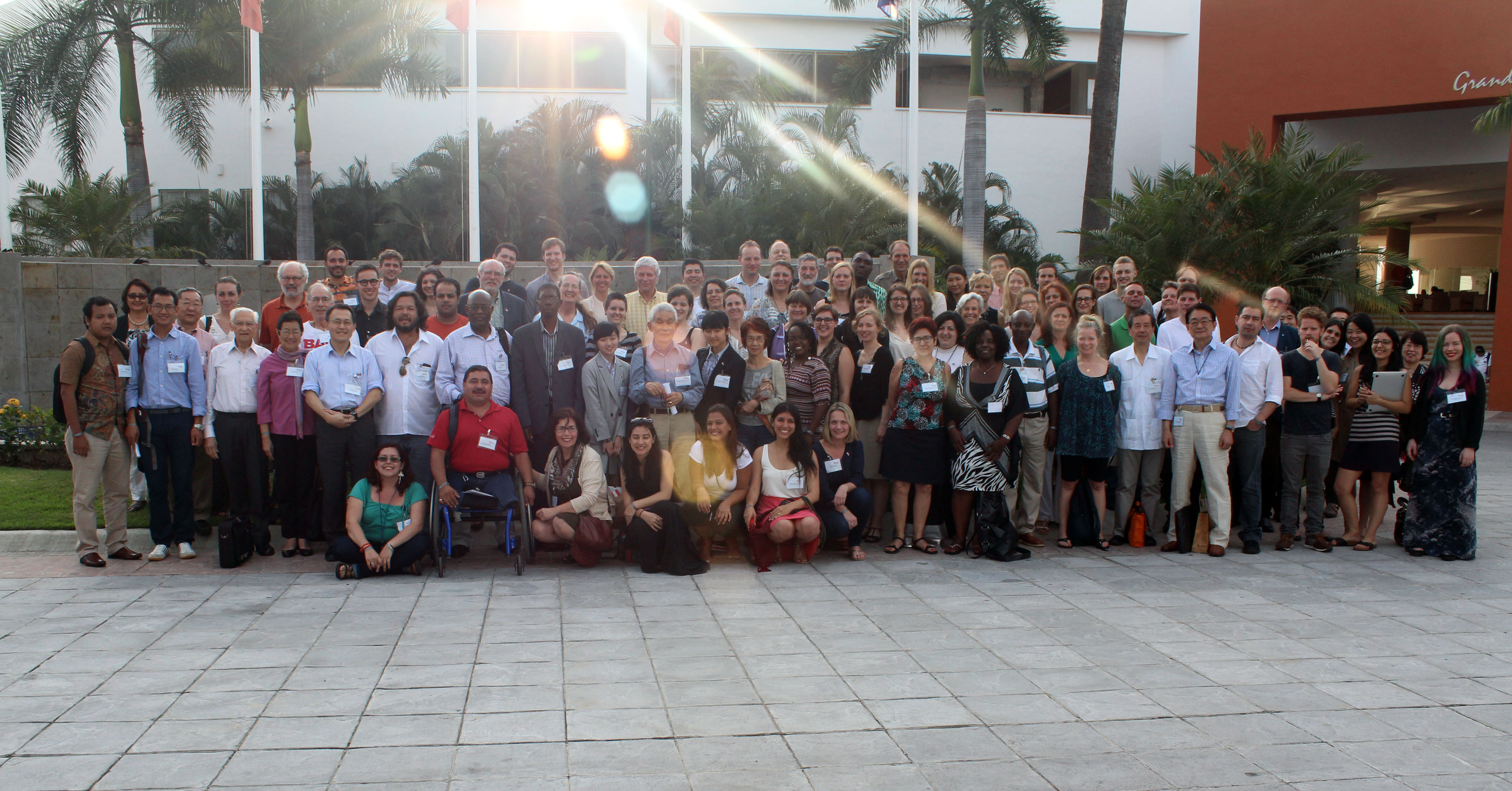
نشطاء آيكان في المكسيك في عام 2014.

تأسست الحملة عام 2007 في فيينا على هامش أعمال المؤتمر الدولي لمعاهدة الحد من انتشار الأسلحة النووية. تتكون من 468 منظمة شريكة في 101 دولة. يتم تمويلها من قبل متبرعين فرديين ومن مساهمات يقدمها الاتحاد الأوروبي والنرويج وسويسرا وألمانيا والفاتيكان. عملت الحملة عام 2017 على معاهدة حظر الأسلحة النووية، وهو الأمر الذي ساهم في منحها جائزة نوبل للسلام في نفس السنة.

## الهدف

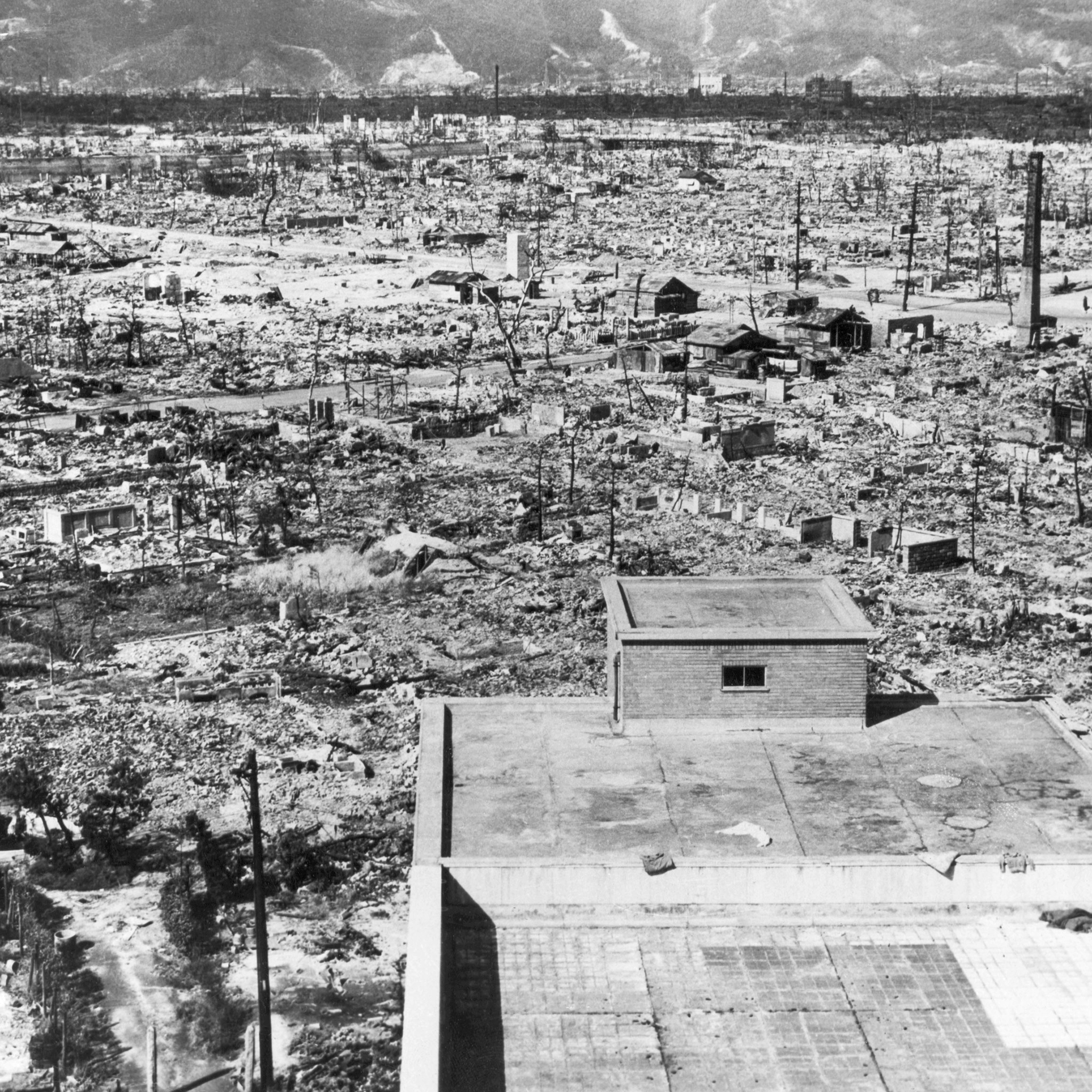
التأثيرات الذرية-هيروشيما.

تهدف الحملة إلى إعادة صياغة مناقشة نزع السلاح لتركز على التهديد الإنساني الذي تشكله الأسلحة النووية من خلال تسليط الضوء على قدرتها غير العادية على التدمير، وآثارها الصحية والبيئية الكارثية، واستهدافها العشوائي، والآثار المعطلة للتفجير النووي على المرافق الطبية وجهود الإغاثة. وتأثيرات الإشعاع طويلة الأمد على المنطقة المحيطة. وكان نجاح الحملة الدولية لحظر الألغام الأرضية، والتي كانت أساسية في إطلاق المفاوضات بشأن معاهدة حظر الألغام المضادة للأفراد في عام 1997، بمثابة مصدر إلهام لمؤسسي الحملة. لقد هدفوا إلى إنشاء نموذج حملة مشابه.

## وصلات خارجية
- الموقع الرسمي (بالإنجليزية)